# Flosi Ólafsson
Flosi Ólafsson, född 27 oktober 1929, död 24 oktober 2009, var en isländsk skådespelare. 

## Filmografi (i urval)
- 1984 - Korpen flyger
- 1988 - Korpens skugga
- 1991 - Den vite vikingen